# Region (geografia)
Region (łac. regionalis ‘dotyczący okolicy’ od regio 'kierunek; linia (graniczna); prowincja, okręg’ z regere ‘prostować; rządzić; kierować’) – określony obszar posiadający własną nazwę, charakteryzujący się jednorodnością cech środowiska przyrodniczego, zjawisk społeczno-gospodarczych, unikatową historią i tradycjami kulturowymi.
Kryteria wyodrębniania regionów (regionalizacji) można podzielić na dwie grupy – naturalne i antropogeniczne. Te pierwsze to najczęściej położenie geograficzne i cechy przyrody ożywionej lub nieożywionej. Istotnymi dla regionalizacji cechami antropogenicznymi charakteryzującymi populację a danym obszarze bywają najczęściej dynamika i struktura liczbowa, rozmieszczeniowa, wiekowa, płciowa, rasowa, klasowa i narodowościowa, a także struktura kulturowa lub gospodarcza zamieszkującej region społeczności. Odpowiednio do tego wyodrębnia się:
- regiony naturalne (fizycznogeograficzne, geologiczne, hydrologiczne, klimatyczne, a także biogeograficzne, w tym geobotaniczne, fitogeograficzne (florystycze), zoogeograficzne itp.),
- regiony demograficzne (wyodrębniane pod względem liczby mieszkańców, gęstości zaludnienia, przyrostu naturalnego, dzietności, śmiertelności, bilansu migracyjnego, a także parametrów jakościowych takich jak struktura wiekowa, płciowa, rasowa, klasowa i narodowościowa, urbanizacja, wykluczenie społeczne, analfabetyzm, wykształcenie, dostęp do wiedzy i kultury, długość i jakość życia, chorobowość, śmiertelność noworodków itp.)
- regiony kulturowe (o wspólnych cechach kulturowych, np. archeologiczne, etniczne i etnograficzne, lingwistyczne, religiograficzne, a także podzielające innego pochodzenia wspólne elementy filozofii społecznej, moralnej, politycznej i prawnej oraz estetyki),
- regiony (krainy) historyczne (wyodrębniane ze względu na wspólne losy i przynależność polityczną na przestrzeni dziejów, często, lecz nie zawsze, wzmocnione więzami etnicznymi),
- regiony gospodarcze (o powiązaniach gospodarczych wynikających np. ze wspólnych centrów gospodarczych (regiony węzłowe) lub szlaków handlowych; lub połączone wspólnym przeważającym charakterem ich gospodarki (regiony strefowe): przemysłowym, rolniczym, usługowo-handlowym, turystycznym itp., albo o podobnych parametrach gospodarczych oraz wynikających z nich problemach lub interesach, np. ustroju gospodarczym, stopniu, tempie i zrównoważeniu rozwoju gospodarczego, poziomie zatrudnienia i płac, produktywności, zamożności, mobilności, sile nabywczej, bilansie handlowym, stopniu i tempie rozwoju infrastruktury, uprzemysłowieniu, przedsiębiorczości, innowacyjności, zasobach naturalnych, zanieczyszczeniu środowiska itp.),
- regiony polityczne i administracyjne (regiony wyodrębnione ze względu na ich prawny status jako terytoriów przynależących do regionalnych organizacji ponadnarodowych, państw oraz jednostek podziału administracyjego) niższego rzędu.

Regiony wydziela się w celu przestrzennego usystematyzowania materiału naukowego (regionalizacja).